# Inundación en Necochea-Quequén en 1980
La inundación de Necochea-Quequén en 1980 fue un evento hidrometeorológico extremo que afectó al sudeste de la Provincia de Buenos Aires, principalmente a las localidades costeras de Necochea y Quequén entre los días 28 y 29 de abril de 1980. Durante la misma, se destruyeron varios puentes que cruzaban por el río Quequén Grande y que conectaban a ambas localidades.

## Antecedentes
En el sudeste de Buenos Aires comenzó a llover copiosamente el día 20 de abril de 1980, iniciándose un período de intensas precipitaciones en gran parte del territorio. En esta zona, en solo ocho días cayeron unos 30.000 millones de toneladas de agua. En Necochea las precipitaciones alcanzaron los 414 mm.

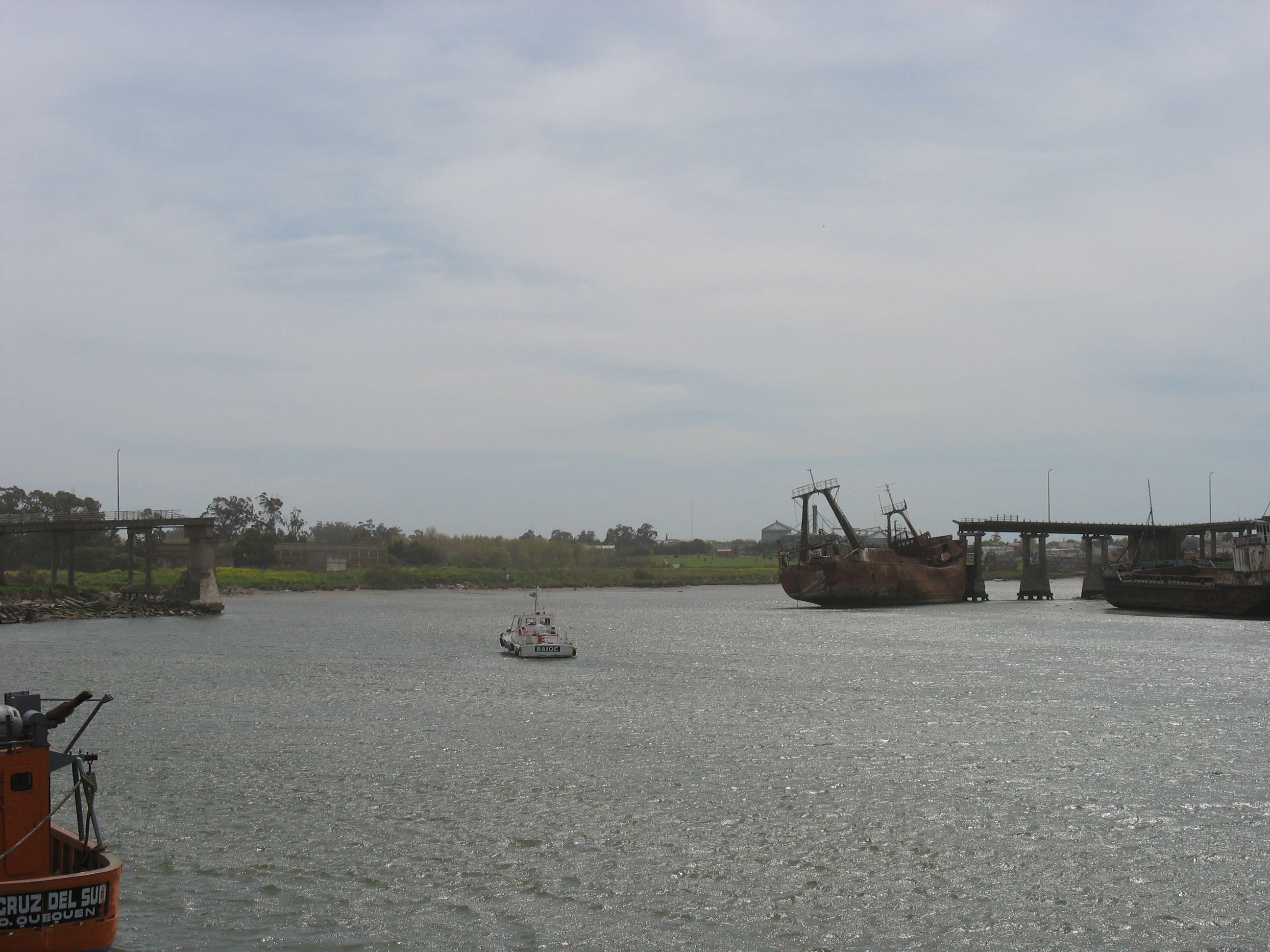
Vista general de los restos del Puente Ezcurra destruidos durante la inundación.

Naturalmente, el agua se encauzó hacia el río buscando una salida al mar usando el cauce del río Quequén. A fines de abril, el río comenzó a desbordarse y su curso se volvió incontrolable. Esto provocó que los vecinos que habitaban en los bordes del río Quequén comenzaran a evacuar sus casas. Ya para el 28 de abril las aguas cubrían toda la ribera y tapaban casas, escuelas y clubes; incluso la terminal de Ómnibus debió ser evacuada ante la crecida.

## Consecuencias
Más allá de las casas y otras construcciones inundadas durante días en la ribera del río Quequén, se produjeron diversos tipos de afectaciones en las ciudades, el campo y la infraestructura vial.
En cuanto al ámbito rural, se calcula que durante este temporal el 40% de la provincia de Buenos Aires se vio afectado. En total, se estima que unos 22.500 explotaciones -entre grandes, medianas y chicas- se vieron afectadas, siendo los dos últimos los más perjudicados.
Las ciudades de Necochea y Quequén se vieron especialmente perjudicadas por la destrucción del puente Ignacio Ezcurra, que se ubicaba cerca de la desembocadura y del Puerto Quequén, del cual se derrumbó una sección central de aproximadamente 130 m de largo. Este puente sigue sin ser reconstruido desde entonces. Ese mismo día se derrumbó también el viejo puente del ferrocarril, que se encontraba clausurado desde 1966, y que iba hasta la estación Necochea.

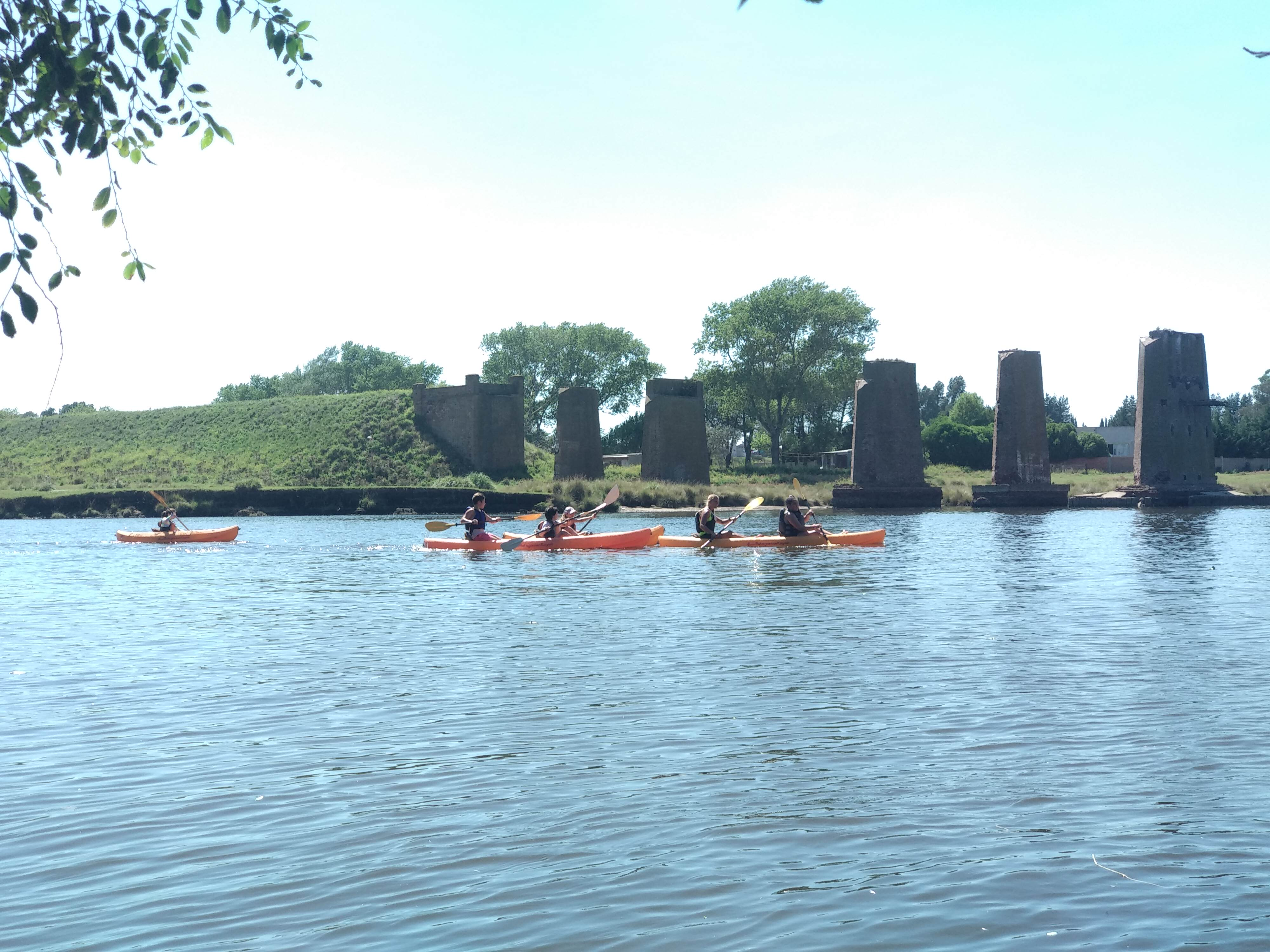
Vista de los pilares del antiguo puente ferroviario que iba a la estación Necochea.

Producto de la fuerte presión y fuerza del río crecido también se vio afectado el puerto. El avance del agua que traía troncos, animales muertos, muebles y otros elementos produjo serios daños, socavando los añejos muelles y banquinas. En el sector del puerto, se destruyeron las cintas transportadoras de cereal de la Junta Nacional de Granos, provocaron la inutilización de muelles y dejaron el puerto inactivo debido al taponamiento del canal de acceso producto de la acumulación de los restos que dejó la corriente del río hacia la desembocadura en el mar. 
También se cortaron las amarras de varias embarcaciones, que quedaron a la deriva en el mar. De estas, al menos tres se hundieron y otras varias encallaron en los días siguientes en la costa de Quequén. El Pesquera II, de media altura, que se encontraba atracado en el muelle de Puerto Quequén fue arrancado y llevado por la corriente hasta el antepuerto, donde quedó escorado y se hundió, sin tener tripulantes a bordo. Similar suerte sufrió el Pesquera III, barco pesquero de media altura de fabricación soviética. Al igual que el anterior fue arrancado del puerto y arrastrado hasta la playa de Bahía de los Vientos, donde encalló. Para la misma fechan también se hundió en el canal de acceso al puerto el pesquero Anna C. Mientras que el Caribea, que había quedado inmovilizado en el puerto por problemas legales en 1978, fue arrastrado y quedó varado en cercanías de la Colonia Pinocho, en Quequén. En el antepuerto quedaron varados y con serios daños el Pesquera II, Santa Elena I, Santa Rosa, el buque costero San Cayetano II y el buque factoría Knossos.
El impacto de la inundación también tuvo sus consecuencias en el largo plazo, ya que provocó un quiebre en las lógicas turísticas, portuarias y de sociabilidad portuarias quedaron truncas, y que continúan ante la nunca concretada reconstrucción del puente Ezcurra.